# Maine (Sèvre Nantaise)
Die Maine (im Oberlauf: Grande Maine) ist ein Fluss in Frankreich, in der Region Pays de la Loire. Sie entspringt im Gemeindegebiet von Les Herbiers und entwässert generell Richtung Nordwest. In der Stadt Saint-Georges-de-Montaigu trifft sie mit ihrem Zwillingsfluss Petite Maine zusammen und heißt ab da lediglich Maine. Nach einer Gesamtlänge von rund 68 Kilometern mündet sie an der Gemeindegrenze von Saint-Fiacre-sur-Maine und Vertou als linker Nebenfluss in die Sèvre Nantaise. Auf ihrem Weg durchquert die Maine die Départements Vendée und Loire-Atlantique.

## Schifffahrt
Im Mündungsabschnitt ist die Maine auf einer Länge von etwa 5 Kilometern schiffbar und bildet ein zusammenhängendes Wasserrevier mit der Sèvre Nantaise, der Loire und der Erdre. Zwar ist die Berufsschifffahrt eingestellt, aber Sportboote können die Maine bis zum Ort Château-Thébaud aufwärtsfahren.

## Orte am Fluss
- Les Herbiers
- Montaigu-Vendée
- Remouillé
- Aigrefeuille-sur-Maine
- Château-Thébaud
- Saint-Fiacre-sur-Maine